# Přehrady u Poličky
Přehrady u Poličky (přehrady Pod Kopcem) jsou soustavou tří rybníků na Janském potoce asi 1 km jihovýchodně od centra města Polička v okrese Svitavy. Byly nově vybudovány v letech 1985 až 2002. Rybníky jsou bohatě zarybněné a jsou využívány pro sportovní rybolov členy rybářského spolku Vysočina Polička. Rybníky po směru toku: 
- Přehrada 2, průtočný rybník, rozloha vodní plochy 3,0 ha, z roku 2000[1]
- Přehrada 1, obtočný rybník (obtékaný zprava), rozloha vodní plochy 4,0 ha, z roku 1985[1] Vzdutí přehrady 1 dosahuje až k hrázi přehrady 2, takže vodní plochy obou rybníků jsou odděleny jen hrází.
- Přehrada 0, obtočný rybník (obtékaný zprava), rozloha vodní plochy 5,0 ha, z roku 2002[1]

Jánský potok přitéká do soustavy z rozsáhlého areálu Poličských strojíren na Bořinách. Ještě nad těmito třemi rybníky se nachází pod areálem strojíren pod čističkou odpadních vod další rybník, který není pojmenován a není v rámci této soustavy uváděn.
Většina soustavy spadá do území části Horní Předměstí města Polička, pouze východní část přehrady 2 spadá do části Modřec. 
Okolím rybníků prochází okružní naučná stezka u Poličky o délce 8 km seznamující na 15 zastaveních s přírodou a historií města Polička. V okolí Přehrad má zastavení č. 10–14, přičemž rybníkům je věnováno zastavení č. 10 a Jánskému potoku a jeho meandrům zastavení č. 11.

## Galerie

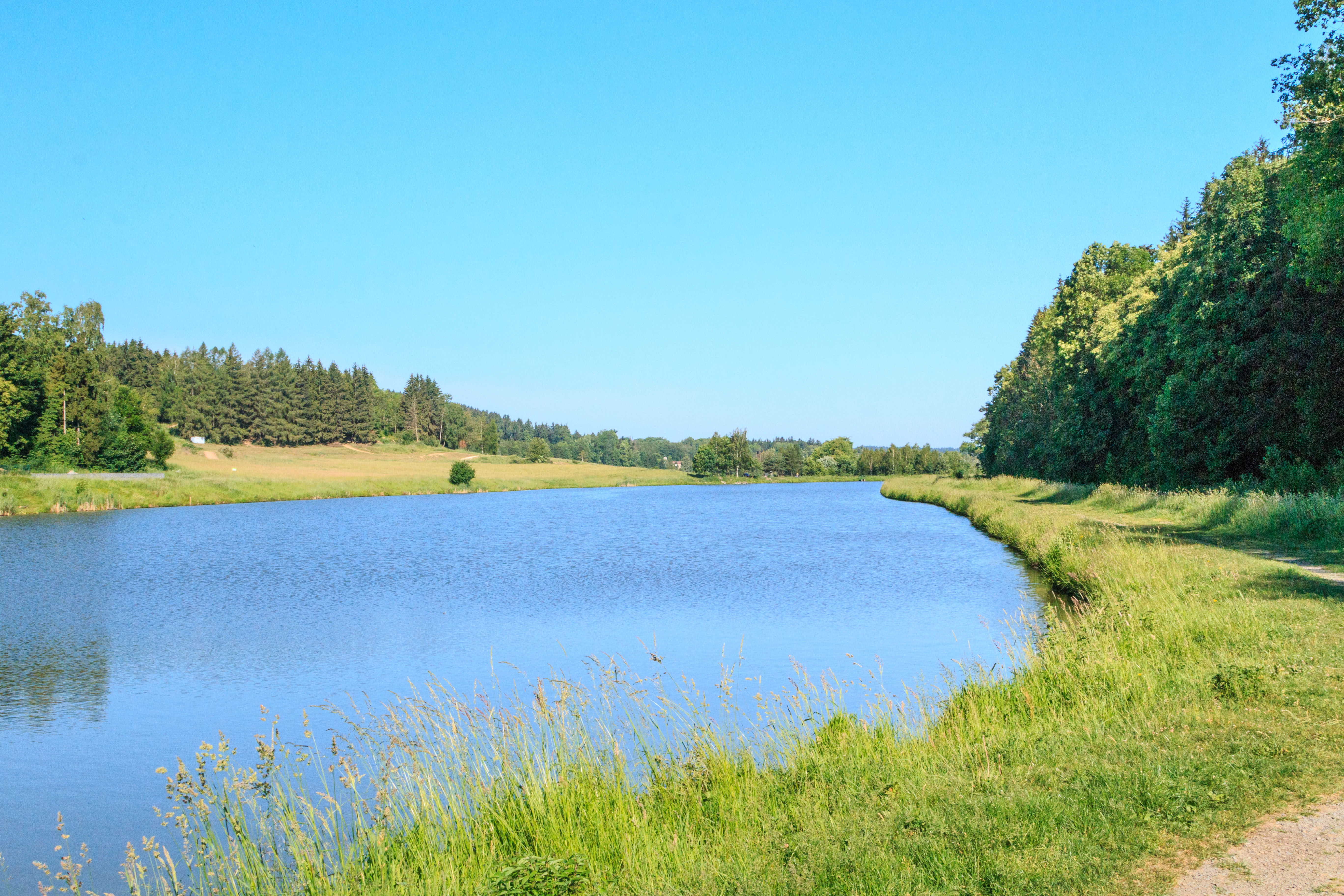
Přehrada 0
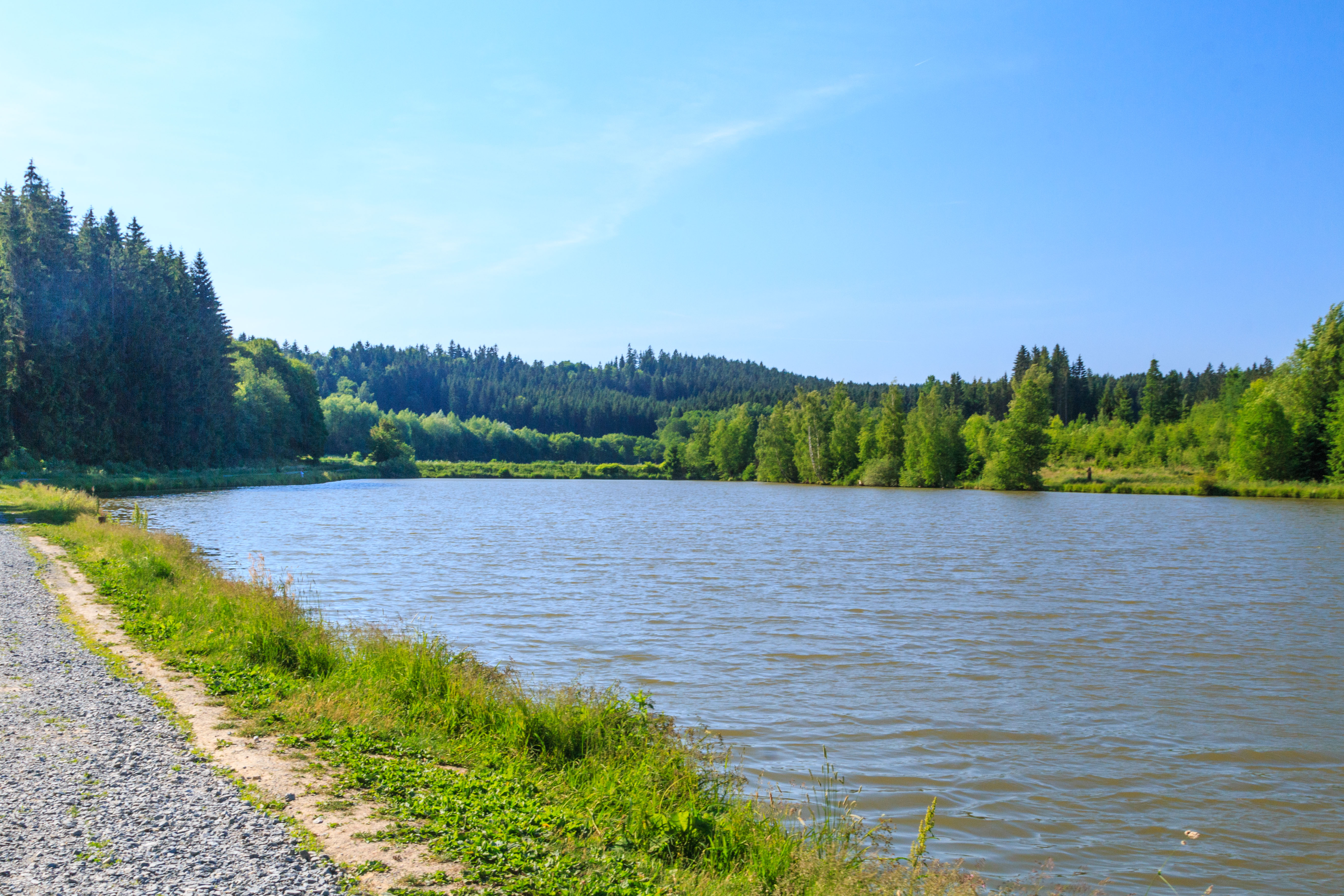
Přehrada 1
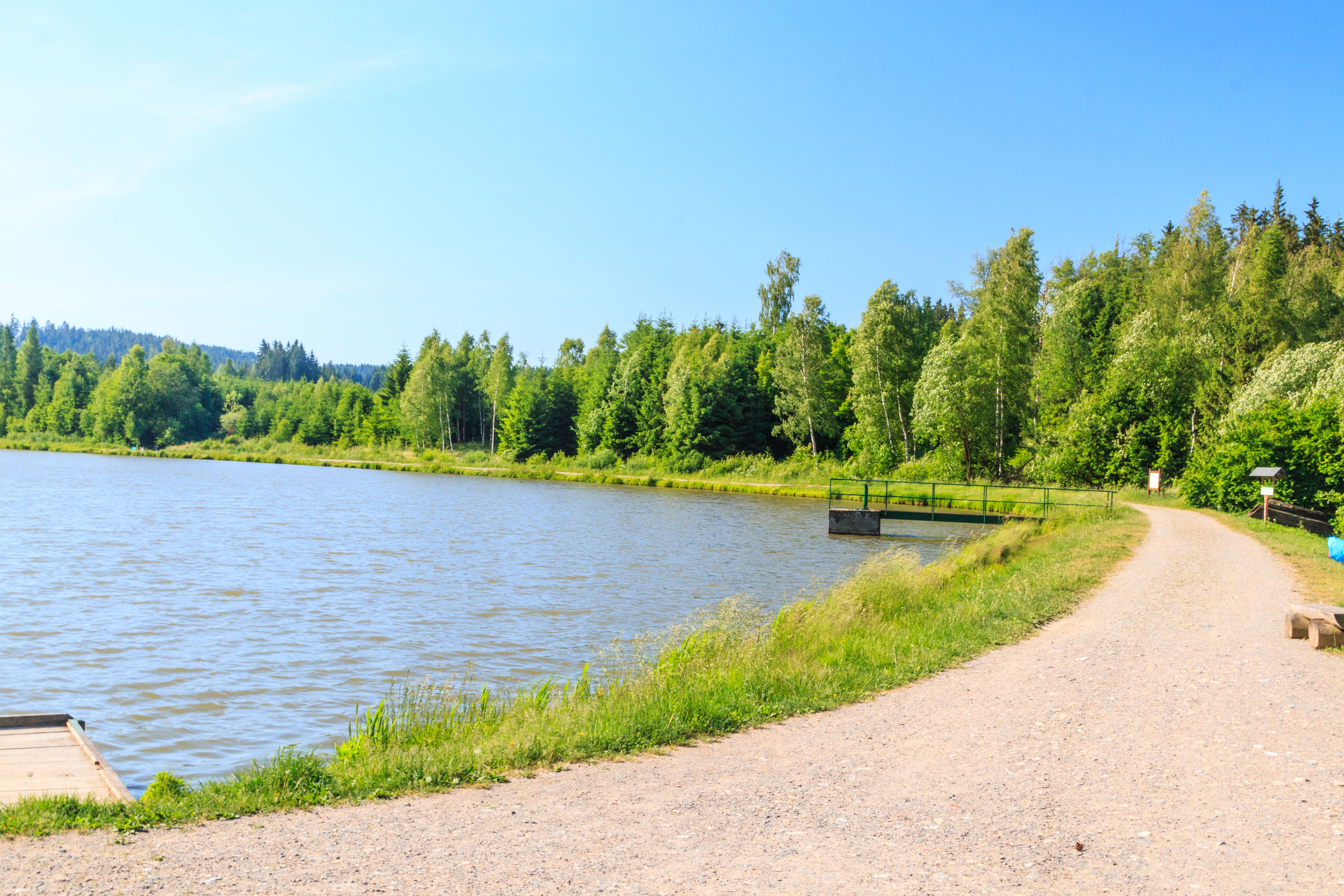
Přehrada 1
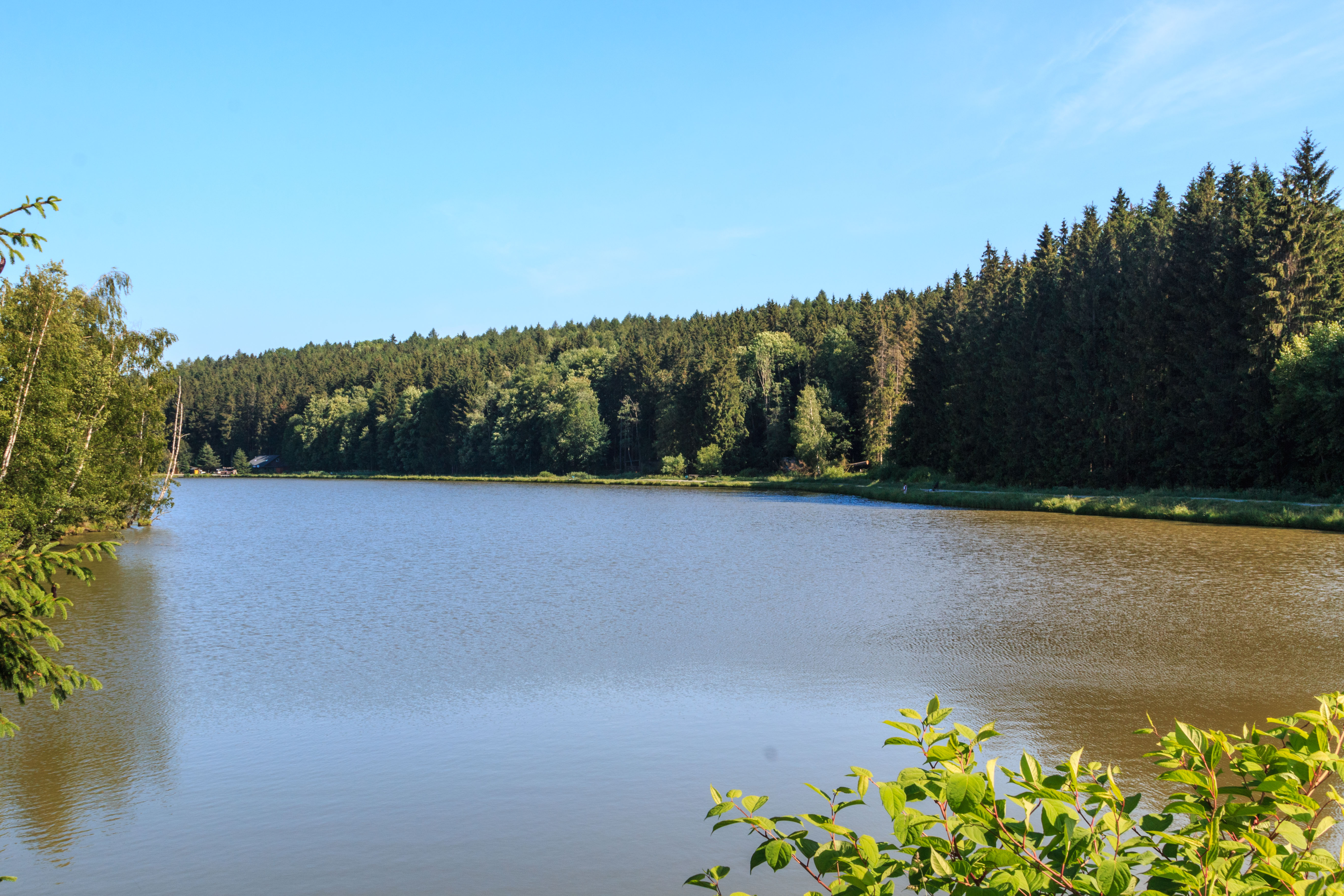
Přehrada 1 z hráze přehrady 2
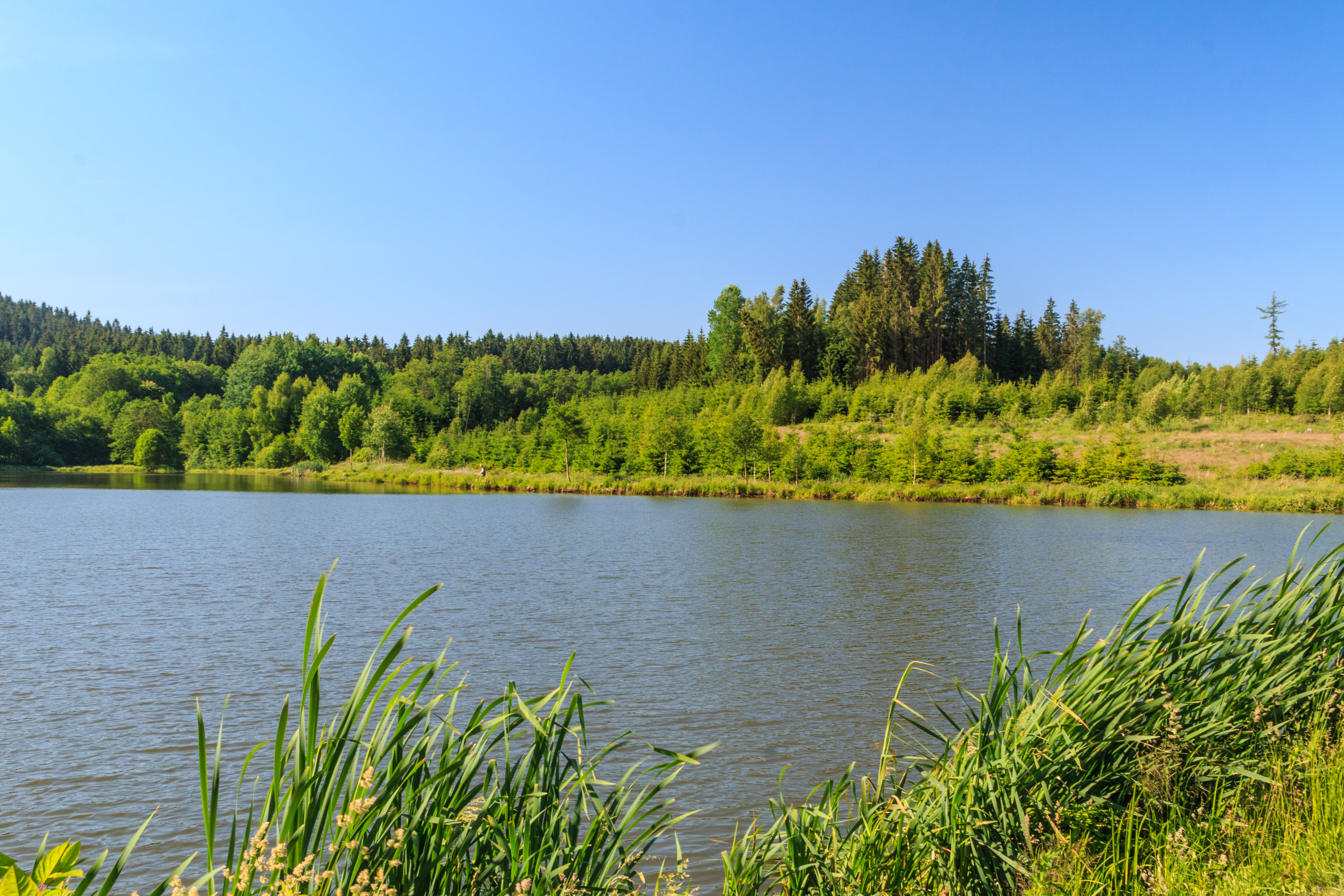
Přehrada 2